# Praxis Dr. Hasenbein
Praxis Dr. Hasenbein ist ein deutscher Kinofilm von 1997 und der dritte des Jazzkünstlers Helge Schneider. Er schrieb das Drehbuch sowie die Musik und spielt die Hauptrolle.

## Inhalt
Der Film spielt in einer kleinen Straße des Ortes Karges Loch. Hier praktiziert Dr. Angelika Hasenbein, verschreibt Salben und bietet Bestrahlungen an. Der Film zeigt das alltägliche Leben in einem kleinen Viertel.
Der Doktor muss sich mit den frechen Kindern aus dem von Tante Uschi geleiteten Waisenhaus auseinandersetzen. Sie ärgern seinen Sohn Peterchen und legen den Doktor mit einem leeren Karton herein, in dem sich ein Hamster befinden soll. Frau Holzkiste bewirbt sich als Arzthelferin, kann jedoch die strengen Kriterien (Suppe kochen) nicht erfüllen. Ein Ereignis ist die Kinopremiere des Kunstfilms „Ruck, Ruck – Taubenmensch“ des „großen Tortellini“.
Gerne geht der Doktor über die Straße in einen kleinen, gemütlichen Zigarrenladen, plaudert mit dem Verkäufer und kauft eine „Überraschungstüte für den Herrn“. Abends sieht er zusammen mit seinem Mitarbeiter Kochsendungen für Singles im Fernsehen oder spielt Fitze Fitze Fatze auf dem Akkordeon. Wenn ihm aber alles einmal stinkt, geht er „zum Jazz“ und spielt Saxophon in einer kleinen Jazzband.
Insgesamt ist das Leben recht geruhsam. Doch gerade als im Waisenhaus gefeiert wird, bricht der Krieg in die kleine heile Welt und der Doktor muss an die Front. Lange Jahre verschanzt er sich in einem U-Boot und wartet das Ende des Krieges ab.
Als er schließlich nach Hause zurückkehrt, hat sich in seiner Straße viel verändert. Die Menschen sind unfreundlich und hochnäsig geworden und statt des gemütlichen Zigarrenladens beherrscht nun ein Spielsalon das Bild. Sein Sohn hat Annegret aus dem früheren Waisenhaus geheiratet, die den plötzlich zurückgekehrten Schwiegervater aber nicht im Haus haben will. So zieht der Doktor ins Altenheim, um dort mit den anderen Senioren in gemütlicher Runde zu jazzen.

## Charaktere
Eine Besonderheit des Films ist, dass einige, aber nicht alle weiblichen Figuren von Männern gespielt werden, die entweder gar nicht oder nur teilweise als Frauen verkleidet sind und sich weder typisch männlich noch typisch weiblich benehmen. Dadurch ergibt sich eine ungewohnte Auflösung klassischer Geschlechtertrennung. Auch das Alter einiger Figuren ist bewusst surreal.
- Dr. Angelika Hasenbein (Helge Schneider)

Angelika Hasenbein, Arzt, genannt „Helge“. Er hat zwar keine Frau, doch hat diese ihm das Rauchen verboten. Ein wenig zu oft greift er auch zu Tabletten (packungenweise). Bei leichtem Husten verschreibt er eine übelriechende Salbe („sehr unangenehm!“) gegen Sehnenscheidenentzündung für 80 Mark (zu zahlen in bar!). Die Herkunft seines Sohnes ist ihm unerklärlich. In seiner Freizeit musiziert Dr. Hasenbein gerne auf Klavier, Orgel, Akkordeon und Saxophon und spielt dabei das Fitzefatzelied sowie mit Barmusikern Jazz.
- Peterchen (Peter Berling)

Der Sohn des Doktors ist ein dicker alter Mann, der mit dem Ball spielt und noch nicht allein essen kann. Er wird häufig von den Älteren aus dem Kinderheim geärgert. Später heiratet er das Mädchen Annegret (Carina Berns) und führt während des Krieges die Praxis seines Vaters weiter.
- Kalfaktor (Bernhard Sondermann)

Dr. Hasenbeins Faktotum ist ein schüchterner Kerl in den besten Jahren, der sich für Mopeds interessiert (aber keines hat) und zum Arbeitersekt alte Kommunistenlieder pfeift. Nach Feierabend bleibt er gerne noch länger und sieht mit dem Doktor fern.
- Der Kioskbesitzer Klaus (Horst Mendroch)

Ein netter Mann, der Zigarren, Mopedzeitschriften und Überraschungstüten für Herren und Damen („Kost' nommal vier Mark, ne!“) im Sortiment führt. Dr. Hasenbein besucht den Laden immer wieder, nur weil es so schön ist, auch wenn man nichts kauft und immer nur die gleichen Gespräche führt.
- Schneider Voss (Norbert Losch)

Ein arroganter alter Wicht, der sich beim Arzt vor kleine Kinder drängelt und Damenbesuch (von der Frau des Kinobesitzers) empfängt.
- Der Käsehändler (Werner Abrolat)

Jeden Tag in der Früh rollt der Käsehändler den Karren in seinen Laden und verkauft duftenden frischen Käse (sowie Attrappen, wenn es sein muss).
- Kinobesitzer Besig

Von Schlafmangel geplagt, erhält er vom Assistenten Hasenbeins ein Rezept über 10 Tassen schwarzen Kaffee am Tag. Er kann seine Frau nicht vom Arzt abholen, weil er schlafen muss. Ein kulturelles Ereignis ist der in seinem Kino vorgeführte, surrealistisch anmutende Kurzfilm „Ruck, Ruck – Taubenmensch“, in dem ein Schauspieler 2 Minuten lang eine fröhliche Taube darstellt. Mit gemischtem Erfolg – ein Zuschauer stirbt während der Vorführung an einem Lachkrampf, die anderen haben geteilte Meinungen über den Film („Das ist ja wohl die letzte Scheiße!“, „Ich glaub', ich bin zu blöd für sowas.“, „Eine Taube als Mensch – das soll Kunst sein?“)
- Tante Uschi (Andreas Kunze)

Die Grande Dame des Kinderheims der Stadt ist ein gediegener, massiger Herr mit Hut und Pfeife, der freundlich 4 Jungs und ein Mädchen betreut. Sie fährt eine BMW Isetta, die sie Dr. Hasenbein auch für den Krieg leiht. Der Hamster des Heims, Hermie, wird von Dr. Hasenbein unwissentlich zertreten.
- Annegret (Carina Berns als Kind, Andrea Vonscheidt als Peterchens Frau)

Annegret ist das einzige Mädchen und das wohl jüngste Kind im Waisenhaus. Zwar hilft sie den älteren Jungs aus dem Heim dabei, sich an Dr. Hasenbein zu rächen, weil sie um den Hamster Hermie trauert, petzt aber, dass diese Peterchens Ball zerstochen haben. Am Ende lebt sie mit Peterchen zusammen und hat ein Kind mit ihm. Sie ist (im Gegensatz vor allem zu Peterchen) die einzige Person, die im Laufe des Films älter wird, d. h. von einer älteren Schauspielerin gespielt wird.

## Drehort
Karges Loch befand sich auf dem Areal der 1994 geräumten Wrexham Barracks der Britischen Rheinarmee in Mülheim an der Ruhr.

## Schneiders Selbstkritik
Nach Fertigstellung des Films war Schneider mit dem Ergebnis unzufrieden. Er sei bei den Dreharbeiten zu viele Kompromisse eingegangen, viele Szenen seien platt und albern, die Kulissen zu simpel etc. Insgesamt sei der Film von Einfallslosigkeit geprägt. Diese Erfahrung brachte ihn dazu, auf Jahre hinaus keinen Film mehr zu drehen.
Als er später vor der Aufgabe stand, für die DVD-Veröffentlichung von „Praxis Dr. Hasenbein“ einen Audiokommentar einzusprechen, verlieh er darin seinem Missfallen über den Film deutlich Ausdruck und brach den Kommentar nach 28 Minuten einfach ab.

## Sonstiges
Der Tunnel in „Karges Loch“ ist nur auf einer Wand aufgemalt. Trotzdem wird mehrmals im Film so getan, als ob man ihn zur Durchfahrt verwenden würde.
Die Schlussszene stellt das Plattencover zum Album „Underground“ von Thelonious Monk nach.

## Kritik
Das Lexikon des internationalen Films urteilte, der Film sei „ein Experiment, das in seiner bewußt dilettantischen Machart die Geduld des Zuschauers herausfordert, ihn aber immerhin nicht für dumm verkauft.“